# Eric Duncan (homme politique)
Pour les articles homonymes, voir Eric Duncan et Duncan.
Eric Duncan, né le 10 novembre 1987, est un homme d'affaires et homme politique canadien. Depuis les élections fédérales de 2019, il est député de la circonscription de Stormont—Dundas—South Glengarry à la Chambre des communes du Canada sous la bannière du Parti conservateur du Canada.
Il est le premier député du Parti conservateur à s'afficher ouvertement homosexuel.

## Biographie
Né le 10 novembre 1987, Eric Duncan, après avoir été élu conseiller municipal à l'âge de 18 ans en 2006, est élu maire de North Dundas à l'âge de 22 ans le 25 octobre 2010 en obtenant plus de 70 % des votes. Il entre en fonction le 7 décembre suivant à 23 ans,,. Il garde le poste jusqu'en 2018.
En 2019, il se présente comme candidat du Parti conservateur du Canada dans la circonscription de Stormont—Dundas—South Glengarry lors des élections fédérales d'octobre. Il est élu député à la Chambre des communes avec 54 % des voix et une majorité de 15 209 voix. Il devient le premier député conservateur ouvertement homosexuel,.
Il est réélu en 2021 avec 55,6 % des voix.

## Résultats électoraux
Modèle:Élection générale canadienne de 2025 — Stormont—Dundas—South Glengarry